# René Aufhauser
René Aufhauser (ur. 21 czerwca 1976 w Voitsbergu) – austriacki piłkarz grający na pozycji defensywnego pomocnika.

## Kariera klubowa
Aufhauser pochodzi ze Styrii. Karierę piłkarską rozpoczął w amatorskim klubie ASK Köflach, w barwach którego występował w latach 1993−1995. Następnie odszedł do grającego w Regionallidze ASK Voitsberg. Był podstawowym zawodnikiem tego zespołu i występował w nim przez kolejne półtora roku. Na początku 1997 roku zawodnik przeszedł do SV Salzburg, w którym zadebiutował w Bundeslidze. W tym samym sezonie wywalczył swój pierwszy w karierze tytuł mistrza Austrii, a niedługo potem zdobył także superpuchar kraju. W Salzburgu grał do 2001 roku. Rok wcześniej wystąpił w finale Pucharu Austrii, w którym zespół przegrał po serii rzutów karnych z Grazer AK.
Latem 2001 roku przeszedł właśnie do Grazer AK. W swoim pierwszym sezonie w tym klubie sięgnął po Puchar Austrii, a następnie swój drugi superpuchar. W 2004 roku zdobył czwarty w historii klubu krajowy puchar. Swoją postawą przyczynił się też do wywalczenia pierwszego w historii GAK mistrzostwa Austrii, a w 2005 roku został wicemistrzem Bundesligi. Po tym sukcesie René opuścił klub w sierpniu tamtego roku.
Nowym-starym klubem został Red Bull Salzburg, który zapłacił za niego 1,2 miliona euro. W Red Bull, podobnie jak w GAK, grał w pierwszym składzie. Zaliczył 8 trafień w sezonie i z Salzburgiem wywalczył wicemistrzostwo Austrii. Rok później zdobył 9 goli, a Red Bull pierwszy raz w historii od czasu zmiany nazwy klubu został mistrzem Bundesligi. Latem 2007 nie udało się awansować do fazy grupowej Ligi Mistrzów. W 2008 roku Red Bull znów był drugi w pierwszej lidze Austrii. Z kolei w 2009 wywalczył mistrzostwo Austrii. Miał też udział w wywalczeniu mistrzostwa kraju w 2010 roku.
W trakcie sezonu 2009/2010 odszedł do LASK Linz, w którym zadebiutował 12 lutego 2010 w meczu z Rapidem Wiedeń (4:2). W latach 2012−2014 był zawodnikiem FC Liefering. W 2014 roku zakończył karierę zawodniczą.
| Sezon   | Klub              | Kraj    | Rozgrywki         | Mecze | Bramki |
| ------- | ----------------- | ------- | ----------------- | ----- | ------ |
| 1993/94 | ASK Köflach       | Austria | Landesliga        | ?     | ?      |
| 1994/95 | ASK Köflach       | Austria | Landesliga        | ?     | ?      |
| 1995/96 | ASK Voitsberg     | Austria | Regionalliga      | ?     | ?      |
| 1996/97 | ASK Voitsberg     | Austria | Regionalliga      | ?     | ?      |
| 1996/97 | SV Salzburg       | Austria | Bundesliga        | 17    | 2      |
| 1997/98 | SV Salzburg       | Austria | Bundesliga        | 33    | 8      |
| 1998/99 | SV Salzburg       | Austria | Bundesliga        | 28    | 2      |
| 1999/00 | SV Salzburg       | Austria | Bundesliga        | 33    | 4      |
| 2000/01 | SV Salzburg       | Austria | Bundesliga        | 33    | 2      |
| 2001/02 | Grazer AK         | Austria | Bundesliga        | 28    | 2      |
| 2002/03 | Grazer AK         | Austria | Bundesliga        | 31    | 8      |
| 2003/04 | Grazer AK         | Austria | Bundesliga        | 28    | 5      |
| 2004/05 | Grazer AK         | Austria | Bundesliga        | 29    | 2      |
| 2005/06 | Grazer AK         | Austria | Bundesliga        | 3     | 0      |
| 2005/06 | Red Bull Salzburg | Austria | Bundesliga        | 31    | 8      |
| 2006/07 | Red Bull Salzburg | Austria | Bundesliga        | 30    | 9      |
| 2007/08 | Red Bull Salzburg | Austria | Bundesliga        | 22    | 1      |
| 2008/09 | Red Bull Salzburg | Austria | Bundesliga        | 25    | 2      |
| 2009/10 | Red Bull Salzburg | Austria | Bundesliga        | 7     | 0      |
| 2009/10 | LASK Linz         | Austria | Bundesliga        | 7     | 1      |
| 2010/11 | LASK Linz         | Austria | Bundesliga        | 32    | 6      |
| 2011/12 | LASK Linz         | Austria | Erste Liga        | 34    | 1      |
| 2012/13 | FC Liefering      | Austria | Regionalliga West | 25    | 4      |
| 2013/14 | FC Liefering      | Austria | Erste Liga        | 14    | 0      |

## Kariera reprezentacyjna
W reprezentacji Austrii Aufhauser zadebiutował 27 marca 2002 w wygranym 2:0 towarzyskim meczu ze Słowacją. Pierwszą bramkę w niej zdobył 18 maja 2002 w sparingu z Niemcami, przegranym przez Austriaków 2:6. W 2008 roku został powołany przez selekcjonera Josefa Hickersbergera do kadry na Euro 2008.